# Semidesert kazakh
El semidesert kazakh és una ecoregió al bioma dels deserts i matollars xèrics, situat al Kazakhstan. El clima és semiàrid i continental, amb una precipitació total anual de 160 mil·límetres, i les temperatures mitjanes al gener valen –15 ° C i al juliol els 23 °C. És una àrea de transició entre les estepes i els deserts de l'Àsia Central i dona suport a la flora que es troba tant en biomes, predominantment pastures, sobretot en espècies Stipa, i en arbusts com les espècies Artemisia. En aquesta ecoregió es troben diversos mamífers i ocells, però l'hàbitat està amenaçat per una sobrepastura i una fragmentació per l'ocupació humana. Tanmateix, una recent reducció del nombre de bestiar al Kazakhstan permet a les plantes natives una major oportunitat de regenerar-se.

## Ambientació
El semidesert kazakh és un ecotò entre l'estepa kazakh al nord i el desert del nord de l'Àsia central al sud, en una banda a través del Kazakhstan central. El clima aquí és semiàrid i molt continental. Les mitjanes de precipitació entre 160 i 240 mil·límetres anuals. Al gener, les temperatures mitjanes oscil·len entre -13 ° C i -16 ° C, mentre que les mitjanes de juliol són entre 21 °C i 24 °C. La temperatura mitjana anual se situa al voltant dels 10 ° C. La topografia de la regió consisteix en vastes planes i saladars trencats per altiplans amb profundes gorges (coneguts localment com a "melkosopochniki").

## Fitesde l'ecoregió
L'ecoregió s'estén des del riu Ural i la frontera de la depressió càspia fins a la frontera oriental dels turons del Kazakhstan: El sistema de llacs Balkhaix i Alakol, juntament amb els contraforts del gran sistema Altai (Serralada Tarbagatai).
Inclou l'altiplà travessat pel curs inferior de l'Ural i la part nord de la depressió turànica (a prop del mar d'Aral). També s'hi inclou la part sud de l'anomenada porta de Turgai, una regió on predominen les planes i els turons (melkosopochnik) característics de les terres altes del Kazakhstan.

## Flora

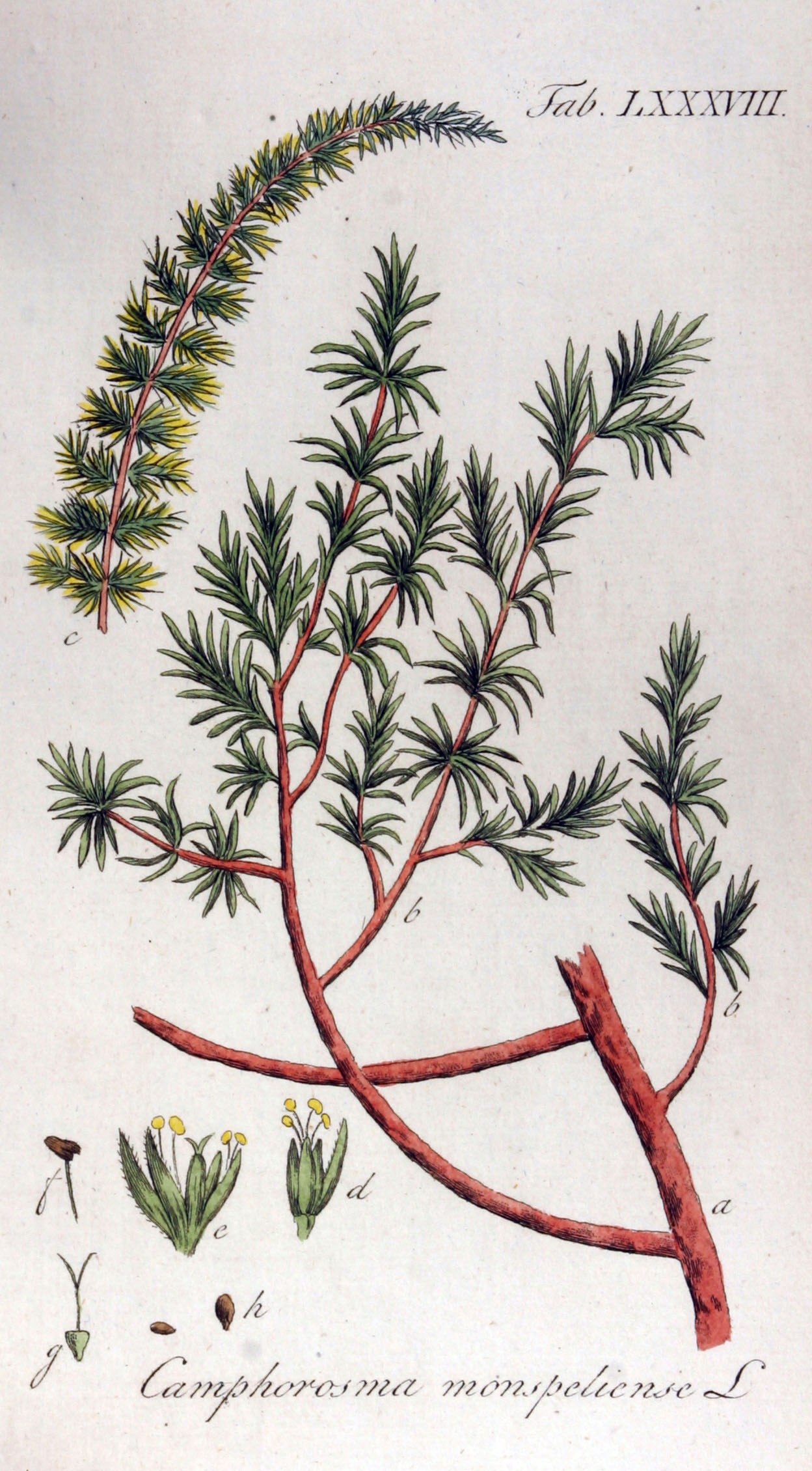
Camphorosma monspeliaca.

Com a transició entre les estepes i els deserts de l'Àsia central, aquesta ecoregió dona suport a la flora que es troba als dos biomes. Les herbes, més dominants al nord, inclouen diverses espècies de Stipa (S. lessingiana, S. sareptana, S. kirghisorum i l'endèmica S. richterana) i Festuca valesiaca. Al sud, dominen els arbustos, principalment espècies d'Artemisia (A. lerchena i A. lessingiana, A. gracilescens, A. sublessingiana, A. terrae albae semiarida i A. sublessingiana). La vegetació a les planes salines consisteix en Artemisia pauciflora, A. schrenkiana, A. nitrosa, Atriplex cana, Anabasis salsa i Camphorosma monspeliaca.

## Fauna
Els mamífers de l'ecoregió inclouen la saiga d'estepa en perill d'extinció crítica (Saiga tatarica), argalí (Ovis ammon collium), gasela persa (Gazella subgutterosa), gat de Pallas (Otocolobus manul), llop gris (Canis lupus), teixó europeu (Meles meles) i turó marbrat (Vormela peregusna). El cavall de Przewalski (Equus ferus przewalskii) és originari de l'ecoregió, però des del 1968 no s'hi ha vist.
Les espècies aviàries inclouen la grua comuna (Grus grus), la grua damisel·la (Anthropoides virgo), el sit cara-roig (Emberiza bruniceps), els Alàudids, els còlits (Oenanthe), Anthus spp., la xurra (Pterocles orientalis), la ganga estepària (Syrrhaptes paradoxus), l'Àguila rapaç, l'àguila daurada, el falcó pelegrí i el falcó sacre.

## Conservació

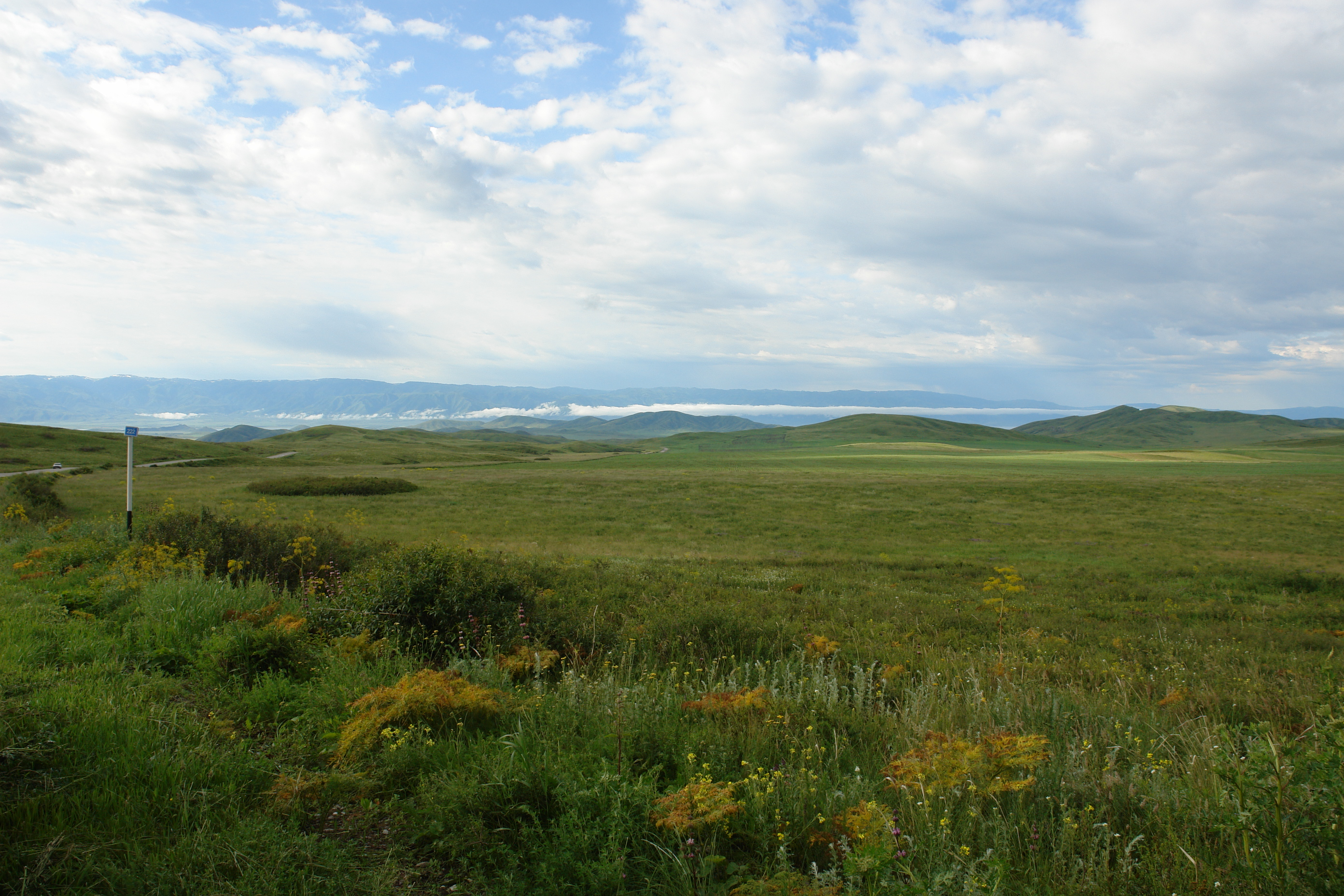
Vista del Narymsky Khrebet (des del Chirkain), Kazakhstan oriental. 2017.

Al semidesert, on la qualitat de les pastures és generalment bona, la gespa ha estat molt malmesa pels animals domèstics al voltant dels llocs dels assentaments hivernals i al llarg de les rutes de transhumància. La causa principal de la disminució important de la població de la saiga d'estepa va ser la caça incontrolada a principis del segle xx. Milers de mascles eren assassinats cada any només per les banyes i els seus cossos es deixaven podrir a les planes. Les banyes tenien, i encara són, una gran demanda en la medicina tradicional xinesa. No obstant això, les baixes densitats actuals i l'augment dels costos de combustible (necessaris per rastrejar els animals en motocicletes) han fet que aquest tipus de caça furtiva sigui menys rendible. Els assassinats il·legals que tenen lloc avui dia (afecten tots els ungulats de la regió) es destinen principalment a l'alimentació, per obtenir carn que consumeixen els habitants locals, sobretot a l'hivern.

### Indústria Petroliera
Des de fa anys es va ampliar l'explotació del camp petrolífer i de gas natural de Karachaganak a vora del poble de Berezovka, districte de Burlin, oblast del Kazakhstan de l'oest. Les instal·lacions industrials d'extracció i transformació de petroli a gas han provocat danys atmosfèrics i ambientals. A uns sis quilòmetres del riu Ural i dos del poble de Berezovka, organitzacions ecologistes temen que la contaminació afecti la diversitat i la qualitat ambiental de la regió, que és a prop de l'extrem nord-oest de l'ecoregió Semidesert Kazakh.